# Liste des lacs des îles Kerguelen
Cet article présente la liste de lacs des îles Kerguelen. 
En caractères gras sont indiqués les lacs de plus de 5 km2. Pour les lacs ne bénéficiant pas d'un article propre, on a rajouté leurs coordonnées géographiques avec un lien cartographique, directement sur cette liste. Pour les autres on trouvera ces coordonnées et le lien cartographique dans leurs articles propres. Le classement des lacs est par ordre alphabétique d'après la toponymie officielle.
- Aglaé (lac)
- Alicia (lac)
- Ampère (lac)
- Antarès (lacs) 49° 14′ 21″ S, 69° 11′ 37″ E et 49° 14′ 35″ S, 69° 13′ 09″ E
- Aphrodite (lac)
- Arènes (lac des) 49° 16′ 56″ S, 69° 39′ 10″ E
- Argoat (lac d')
- Armor (lac d')
- Asté (lac d')
- Athéna (lac)
- Austral (lac) 49° 42′ 25″ S, 70° 06′ 33″ E
- Aval (lac)
- Baignoire (lac de la)
- Besace (lac de la) 49° 09′ 33″ S, 70° 23′ 28″ E
- Blanc (lac)
- Bleu (lac) 49° 36′ 55″ S, 69° 52′ 22″ E
- Bontemps (lac)
- Brunehilde (lac)
- Borgen (lac)
- Botte (lac de la)
- Bouchet (lac du)
- Brèche (lac de la)
- Chamonix (lac de)
- Christiane (lac)
- Chun (lac)
- Claudine (lac)
- Courmayeur (lac de)
- Cornue (lac de la) 49° 21′ 06″ S, 70° 23′ 44″ E
- Cratère (lac du) 49° 02′ 26″ S, 69° 07′ 34″ E
- Cristal (lac de)
- Croix du Sud (lac de la)
- Déception (lac de la)
- Descartes (lac)
- Deux Îlots (lac des)
- Doris (lac)
- Doris (lagune du) 49° 13′ 43″ S, 70° 32′ 49″ E
- Dumont d'Urville (lac)
- Eaton (lac)
- Écubier (lac de l')
- Éliane (lac)
- Elsa (lac)
- Emmy (lac)
- Enfer (lac d')
- Entr'Aigues (lac d')
- Entremont (lacs d')
- Euphrosine (lac)
- Fente (lac de la)
- Fougères (lac des)
- Francine (lac)
- Froid (lac) 49° 14′ 15″ S, 69° 59′ 54″ E
- Gandillot (lac)
- Godet (le) 49° 32′ 14″ S, 68° 52′ 22″ E
- Grande Chaudière (lac de la) 49° 20′ 46″ S, 68° 42′ 10″ E
- Guilvinec (lac de)
- Guynemer (lac)49° 06′ 58″ S, 69° 01′ 19″ E
- Grand Étang 49° 14′ 28″ S, 70° 25′ 43″ E
- Hanna (lac)
- Héra (lac)
- Hermance (lac d')
- Hervé (lac)
- Impasse (lac de l')
- Isou (lac)
- Jade (lac de)
- Jaspes (lac des)
- Jaune (lac)
- Josette (lac)
- Jougne (lac de)
- Koeslin (lac)
- Korrigans (lac des)
- Lancelot (lac)
- Louise (lacs) 49° 08′ 18″ S, 69° 01′ 54″ E et 49° 09′ 45″ S, 69° 00′ 48″ E
- Louzou (lac du) 49° 24′ 28″ S, 70° 18′ 24″ E
- Malchance (lac de la)
- Margot (lac)
- Marioz (lac)
- Marjolaine (lac)
- Marville (lac)
- Megalestris (lac des)
- Mercure (lac)
- Michèle (lac)
- Mireille (lac)
- Nathalie (lac)
- Nicole (lac)
- Noir (lac)
- Parsifal (lac)
- Perdu (lac)
- Philippi (lac) 49° 23′ 54″ S, 69° 49′ 56″ E
- Plan-Praz (lac)
- Présalé (lac du)
- Renée (lac)
- Réserve (lac de la)
- Rochegude (lac)
- Sabot (lac du)
- Saturne (lac)
- Saumons (lac des)
- Schimper (lac)
- Selle (lacs de la)
- Sibelius (lac)
- Source (lac de la)
- Suisse (lac)
- Supérieur (lac)
- Thalie (lac)
- Tigre (lac du)
- Toulaz (lac)
- Tristan (lac)
- Trois Cantons (lac des)
- Trois Enseignes (lac des)
- Trois Glaciers (lac des)
- Trois Lacs
- Truites (lac des)
- Val Mort (lac du)
- Valérie (lac)
- Vallot (lac)
- Vendéenne (lac de la)
- Vert (lac) 49° 11′ 10″ S, 70° 09′ 40″ E
- Virgule (lac)
- Yseult (lac)
- Zizi (lac)